# ザ・バブル
『ザ・バブル』（原題: The Bubble）は、ジャド・アパトーの監督・脚本・製作による2022年のアメリカ合衆国のメタコメディ映画である。2022年4月1日にNetflixによって配信開始された。

## ストーリー
新型コロナのパンデミックの真っ只中に、俳優たちがイギリスの閉鎖的な映画セットに集合させられ、恐竜との闘いをテーマにした大ヒット映画である「崖のビースト」シリーズの第6作を撮影することになる。

## キャスト
※括弧内は日本語吹替。
- カレン・ギラン：キャロル・コップ（白石涼子[2]）

「崖のビースト6」で新しいキャラクターであるナイチンゲール博士を演じる女優。
- アイリス・アパトー：クリスタル・クリス

「崖のビースト6」でTikTokのスーパースターであるビビアン・ジョイを演じる俳優。
- ペドロ・パスカル：ディーター・ブラボー（鶴岡聡）

「崖のビースト6」で新しいキャラクターのジオを演じる俳優。
- レスリー・マン：ローレン・ヴァン・チャンス（本田貴子）

「崖のビースト」でファンのお気に入りのキャラクターであるドリーを演じる俳優。
- フレッド・アーミセン：ダレン・エイガン（川中子雅人）

「崖のビースト6」を監督するために雇われた元インディーズ映画製作者。
- デイヴィッド・ドゥカヴニー：ダスティン・マルレイ（てらそままさき）

「崖のビースト」のキャラクターのハル・パッカード博士を演じる俳優。
- キーガン＝マイケル・キー：ショーン・ノックス（間宮康弘）

「崖のビースト」のキャラクター、コルト・ロックウェルを演じる俳優。
- ケイト・マッキノン：ポーラ（ニケライ・ファラナーゼ）

「崖のビースト」シリーズを担当するスタジオ・エグゼクティブ。
- ガズ・カーン：ハウイー・フランゴ・ポラスクリフ（真木駿一）

「崖のビースト」のコミック・リリーフ・キャラクターであるジャラーを演じる俳優。
- マリア・バカローヴァ：アニカ（奈波果林）

ホテルの従業員。
- サムソン・ケイオ︰ボラ（山下タイキ）

ホテルの従業員。
- ロブ・ディレイニー：マーティ

キャロルのエージェント。
- ピーター・セラフィノウィッツ：ギャヴィン（加藤亮夫）

「崖のビースト」のエグゼクティブ・プロデューサー。
- ドナ・エアー：スーザン・ハワード

エンターテインメント・トゥナイトのリポーター。
- ジョン・リスゴー：トム

スタジオの会長。
- ジョン・シナ：スティーヴ

無能なスタントコーディネーター。
- デイジー・リドリー：ケイト

- ベネディクト・カンバーバッチ：本人役

- ベック：本人役

- ジェームズ・マカヴォイ：本人役（内田夕夜）

- ラファエル・アクローク︰ザキ（内田夕夜）

同じホテルに隔離中のアスリート。

## スタッフ
- 監督：ジャド・アパトー
- 製作：ジャド・アパトー
- 脚本：ジャド・アパトー、パム・ブラディ
- 撮影：ベン・スミサード
- 音楽：アンドリュー・バード

## 評価
レビュー・アグリゲーターのRotten Tomatoesでは112件のレビューで支持率は21%、平均点は4.00/10となった。Metacriticでは34件のレビューを基に加重平均値が34/100となった。